# HEALPix

HEALPix 是 Hierarchical Equal Area isoLatitude Pixelisation of a 2-sphere 的縮寫，是一種用於解決二維球面像素分割問題（如地圖投影）的算法。

## 外部連結
- 官方頁面（页面存档备份，存于） 支持許多語言（C、C++、Fortran90、IDL、Java、Python）
- Java移植（页面存档备份，存于）